# Neuville-en-Verdunois
Neuville-en-Verdunois település Franciaországban, Meuse megyében. Lakosainak száma 49 fő (2022. január 1.). Neuville-en-Verdunois Chaumont-sur-Aire, Courcelles-sur-Aire, Courouvre, Les Trois-Domaines, Longchamps-sur-Aire és Rambluzin-et-Benoite-Vaux községekkel határos.

## Népesség
A település népességének változása:
| Lakosok száma | 114  | 85   | 73   | 74   | 74   | 65   | 58   | 54   | 52   | 49   |
|               | 1968 | 1982 | 1990 | 2006 | 2013 | 2015 | 2017 | 2019 | 2020 | 2022 |